# Esperarei
Esperarei é o vigésimo primeiro álbum solo de Vanilda Bordieri, sendo o terceiro álbum ao vivo da cantora. Gravado no dia 7 de julho de 2016 em São Bernardo do Campo. O DVD traz 17 faixas, sendo 7 regravações e 10 inéditas, o repertório conta também com uma canção em inglês "Face to face". 

## Faixas
| nº | Faixa                                              | Compositor                             | Duração |
| -- | -------------------------------------------------- | -------------------------------------- | ------- |
| 1  | Quase meia noite                                   | Rogério Junior                         | 7:09    |
| 2  | Tua presença (inédita)                             | Leandro Borges                         | 5:49    |
| 3  | Dependemos de Deus                                 | Elias e Rosmery                        | 4:11    |
| 4  | Sem palavras                                       | Vanilda Bordieri                       | 4:48    |
| 5  | No meu quarto                                      | Vanilda Bordieri                       | 4:38    |
| 6  | Jesus está chegando aí (inédita                    | André Buenno                           | 5:44    |
| 7  | Casa de Isabel (inédita)                           | Vanilda Bordieri                       | 5:33    |
| 8  | Pra Deus é nada - part. Melkinho e Trio R3         | Vanilda Bordieri                       | 4:55    |
| 9  | Carregado pelo Espírito                            | Vanilda Bordieri                       | 4:37    |
| 10 | Face to face (inédita)                             | Mark Altrogge                          | 5:41    |
| 11 | O escape - part. Célia Sakamoto (inédita)          | Leonardo, Ana Paula e Vanilda Bordieri | 4:38    |
| 12 | Receba vida (inédita)                              | Samuel, Josival e Vanilda Bordieri     | 4:50    |
| 13 | Oração de Isaque - part. Eloísa Bordieri (inédita) | Vanilda Bordieri                       | 4:06    |
| 14 | Vem pra cá (inédita)                               | Vanilda Bordieri                       | 4:17    |
| 15 | Meu Deus faz (inédita)                             | Vanilda Bordieri                       | 4:43    |
| 16 | Viverei milagres                                   | Felipe Farkas                          | 5:19    |
| 17 | Esperarei - part. Quarteto Gileade (inédita)       | Vanilda Bordieri                       | 6:39    |